# Les Pugessies
Les Pugessies sont un quartier d’habitation groupé et participatif situé à Yverdon-les-Bains en Suisse. Le quartier de plus de 80 logements a été construit durant les années 1980 par le bureau d’architectes Groupe Y, en opposition à un projet officiel prévoyant des barres de 8 à 10 étages au même endroit.

## Projet
En 1977, la municipalité d’Yverdon-les-Bains accepte d’étudier un plan de quartier proposé par l’artiste et architecte Jean-Paul Michel pour une parcelle de 9 500 m2 où sont prévus des blocs de 8 à 10 étages. Son bureau, le Groupe Y, sera fondé le 18 mai 1978 avec quatre associés. Ce sera son premier grand projet.
La Société coopérative des Pugessies, formée par les premières familles et futurs habitants, est inscrite au registre du commerce du Canton de Vaud le 7 novembre 1978. La démarche est participative : les habitants dessinent leur logement et le réalisent grandeur nature dans l’espace au Laboratoire d'expérimentation architecturale (LEA), à l’EPFL. L’époque est à la pénurie de logements et à la spéculation immobilière. Le prix des logements des Pugessies est vu à l’époque comme un « tour de force ». Les travaux auront lieu en cinq étapes, de 1980 à 1986.
Le quartier, considéré comme une expérience pilote, a inspiré des coopératives de logements, notamment à Vevey et a reçu de nombreux visiteurs.

## Habitants
Les ateliers de graphisme Grobet publicité ont leur siège aux Pugessies. Le politicien vaudois Pascal Gafner, de l’UDC, ayant été président du Conseil communal d’Yverdon-les-Bains en 2017-2018, a grandi aux Pugessies.
Les occupants des Pugessies sont issus des classes moyennes. Voici la liste des professions telle qu’elle apparaît dans les annuaires en ligne : laborant, employé de commerce, ingénieur, manœuvre, pasteur, professeur, électricien, infirmière, mécanicien-électricien, radiologue, soudeur, enseignante, institutrice, mathématicien, carreleur, etc.

## Situation
Les Pugessies se trouvent à 10 minutes à pied de la vieille ville d’Yverdon-les-Bains. Le quartier est délimité par la rue du Midi et la rue du Valentin. Le quartier est desservi par les transports en commun (bus 602 et 605).

### Sources bibliographiques
- « L'avenir sans promoteurs, réalisation pilote à Yverdon », reportage aux Pugessies, L'Illustré, 19 novembre 1981.
- Luca Pattaroni, Vincent Kaufmann et Adriana Rabinovich, Habitat en devenir, Enjeux territoriaux, politiques et sociaux du logement en Suisse.
- Groupe Y Architecture et Urbanisme SA, « Les Pugessies » : construire un quartier avec la participation des habitants à Yverdon-les-Bains, 1987.
- « Yverdon : des propriétaires dessineront eux-mêmes la « maison de leurs rêves » », 24 heures, 20 décembre 1978, page 14.
- « Coopérative des Pugessies à Yverdon, premières bases d’un nouveau quartier », 24 heures, 1er mars 1979, page 18.
- « Coopérative des Pugessies à Yverdon, une autre idée de l’habitat », 24 Heures, 12 juillet 1981, page 15.
- « Un prix récompense l’urbanisme d’Yverdon-les-Bains: la vie de village des Pugessies », 24 Heures, 6 juin 1984, page 17.